# Wilhelm Eich (Politiker, 1858)

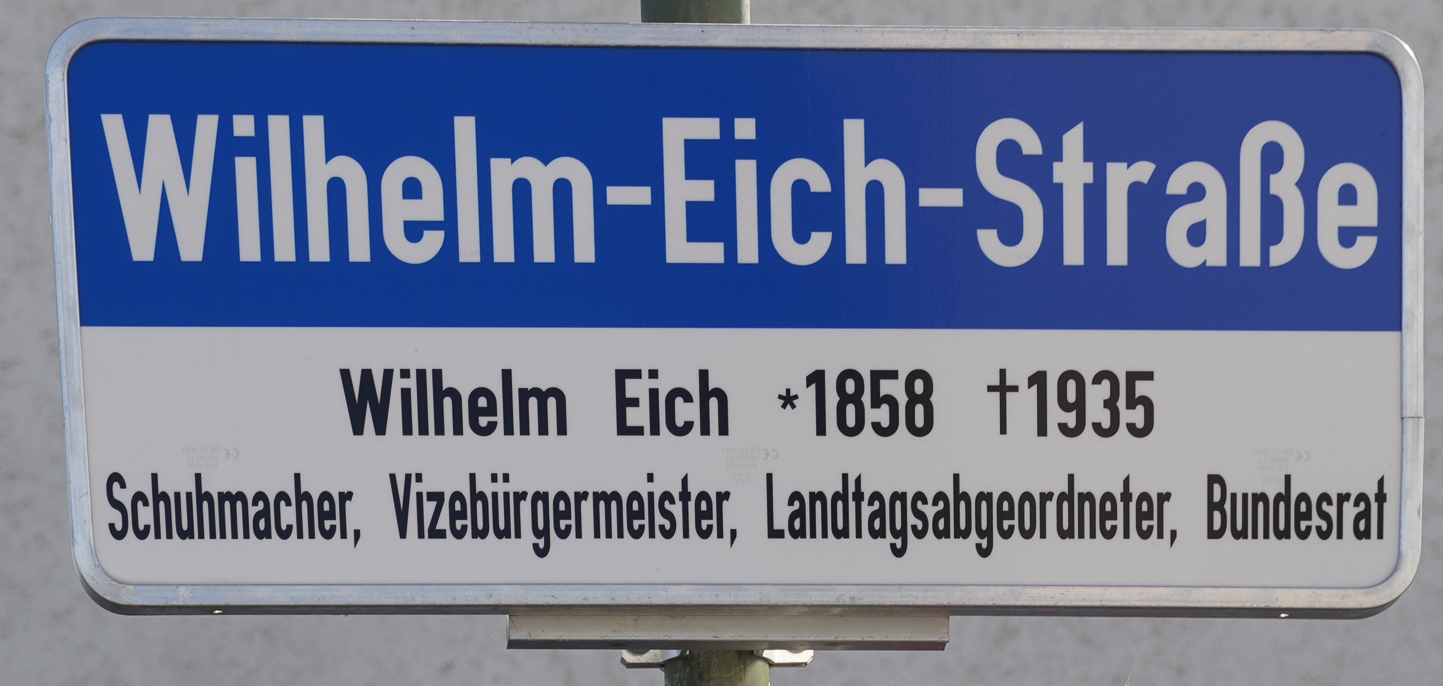
Straßentafel in Villach

Wilhelm Eich (* 4. Jänner 1858 in Villach; † 2. März 1935 ebenda) war ein österreichischer Politiker der Sozialdemokratischen Arbeiterpartei Österreichs (SDAP).

## Leben
Eich war der Sohn des Sattlermeisters Wilhelm Eich (* 1836; † 9. September 1863) und dessen Ehefrau Maria geborene Schober. Er war römisch-katholisch und heiratete am 1. August 1887 Ursula Korat (* 31. Dezember 1864; † 26. November 1895). Aus der Ehe gingen zwei Söhne und zwei Töchter hervor, von denen jedoch ein Sohn und eine Tochter früh starben. Am 26. Oktober 1896 heiratete er in zweiter Ehe Maria Gutensteiner (* 9. August 1870). Diese Ehe blieb kinderlos.
Eich besuchte die Volksschule in Villach, machte dann eine Schuhmacherlehre mit Besuch der Berufsschule in Villach und bildete sich in Fachkursen in Innsbruck und Bayern weiter. Nach seiner Wanderschaft (unter anderem in Ungarn und Kroatien) ließ er sich 1885 als Schuhmachermeister in Villach nieder. 1924 war er Zweiter Präsident der Kärntner Sparkasse.
1882 trat er der Sozialdemokratischen Partei bei. Er wurde Gemeinderat in Villach. Bei der Reichsratswahl 1907 kandidierte er im Wahlbezirk Kärnten 7. Im ersten Wahlgang erreichte er mit 17,8 % den dritten Platz und kam nicht in die Stichwahl. Daneben trat er im Wahlbezirk Kärnten 4 an und erreichte dort in einem sehr engen Rennen mit Wahlbezirk Kärnten 4 den dritten Platz. Bei der Reichsratswahl 1911 gelang ihm im Wahlbezirk Kärnten 4 der Einzug in die Stichwahl, die er mit 46,7 % gegen Josef Nagele verlor.
Vom 21. September 1909 bis zum 20. September 1915 war er Abgeordneter im Kärntner Landtag. Im Landtag war er Mitglied des Finanzausschusses und gehörte dem Klub SDAP an. Vom 11. November 1918 bis zum 4. Juli 1921 war er Abgeordneter der Provisorischen Landesversammlung und dort Mitglied des Verfassungsausschusses. Von 1921 bis 1923 war er Mitglied des 12. Kärntner Landtages.
Zwischen dem 6. November 1923 und dem 22. Jänner 1931 war er Mitglied des Bundesrates, zwischen dem 1. Juni 1930 und dem 30. November des gleichen Jahres war er dessen Vorsitzender.
Die Wilhelm-Eich-Straße in Villach (⊙) ist nach ihm benannt.